# Frankie Campbell
Frankie Campbell, nato Francesco Camilli (Hibbing, 1904 – San Francisco, 26 agosto 1930), è stato un pugile statunitense di origini italiane.
A 20 anni tramutò il nome in Frankie Campbell, sia per nascondere alla madre l'attività pugilistica, sia per attrarre a sé i numerosi fan della boxe presenti in città, di origine scozzese e irlandese.

## Biografia
Nato nella primavera del 1904, era figlio di Alex, emigrato da Sassoferrato (Ancona) nel 1899 e della romana Elisa Tassi emigrata nel 1889. Frankie aveva quattro tra fratelli e sorelle: Alberto nato nel 1901, Laura nel 1902, Adolph Louis Camilli nel 1907 e futuro giocatore professionista di baseball, Florence nata nel 1911.
Divenne pugile professionista il 27 agosto 1924. Rimase ucciso sul ring in un match contro Max Baer. Dopo essere stato soccorso per un'ora sul posto, Campbell fu trasportato in ambulanza al più vicino ospedale, dove morì, infine, per una grave commozione cerebrale. L'autopsia rivelò che i colpi di Baer avevano fatto sì che il cervello di Campbell si staccasse dal cranio.